# Poconé
Poconé is een Braziliaans stadje van ongeveer 31.000 inwoners. Het ligt in het bassin van de Pantanal op ongeveer 100 km van Cuiabá (hoofdstad van Mato Grosso). Poconé werd in 1781 gesticht en was tot enkele decennia geleden de grootste stad van Brazilië voor de veehandel. Tussen eind jaren tachtig en begin jaren negentig van de twintigste eeuw was Poconé een trekpleister voor goudzoekers.